# Піттсбурзький легкий метрополітен
Піттсбурзький легкий метрополітен (англ. Pittsburgh Light Rail) — система ліній ЛРТ в місті Піттсбург, Пенсільванія, США. За більшістю ознак система нагадує мережі німецьких штадтбанів, з підземною ділянкою в центрі міста та наземними лініями на околицях. Також в системі використовується нетипова ширина колії — 1588 мм, потяги живляться від повітряної контактної мережі. Система має 4 підземні станції.

## Історія
На початок 1960-х років в Піттсбурзі на відміну від більшості міст США працювала розвинена трамвайна мережа. Але і Піттсбург не минула доля інших міст, кількість ліній почала зменшуватися вже у середині 1960-х, у 1970-х міська влада планувала взагалі відмовиться від трамваїв на користь автобусів. Але систему вдалося зберегти, наприкінці 1970-х був отриманий грант від федерального уряду в розмірі 225 млн доларів на модернізацію системи. У 1979 році почалася перебудова трамвайної мережі в легкий метрополітен. Перші вагони ЛРТ почали курсувати 15 квітня 1984 року, у наступному році була відкрита підземна ділянка. Після відкриття підземної ділянки всі старі наземні лінії в центрі були демонтовані.

## Лінії
В місті дві лінії; Червона та Блакитна. Обидві лінії починаються на станції «Allegheny», потім спільно використовують підземну ділянку в центрі міста та розходяться після станції South Hills Junction. Після декількох станцій лінії знов сходяться на станції St. Anne's та мають ще одну спільну ділянку з 3 станції після яких прямують до кінцевих станцій.

## Рухомий склад
Через те що частина станцій має низькі платформи, а частина високі, в системі використовується особливий рухомий склад. У вагонах два типи дверей, дві двері під високі платформи та одні двері в голові вагона під низьку платформу. Рухомий склад обслуговує єдине в системі депо.

## Галерея

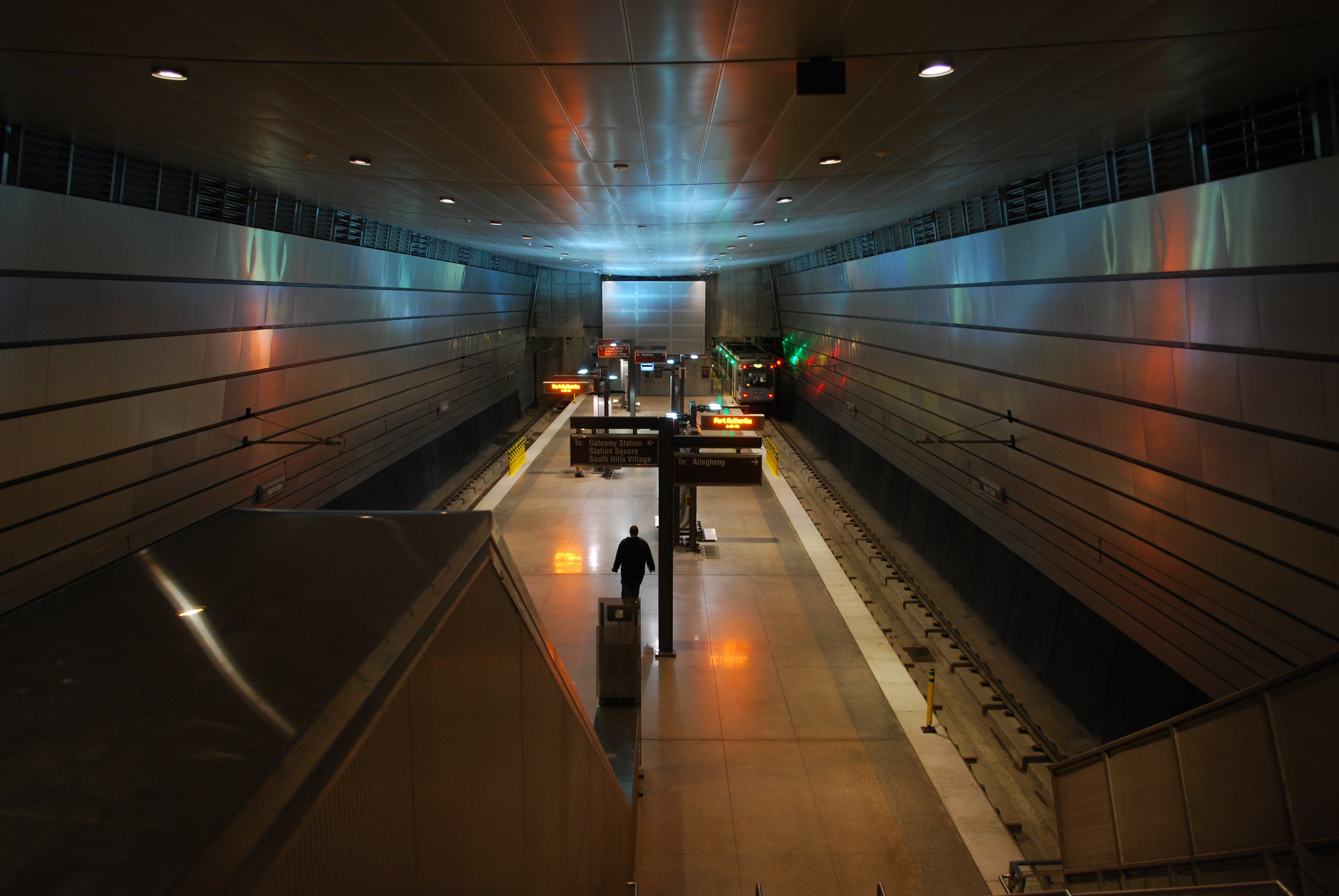
Підземна станція «North Side»
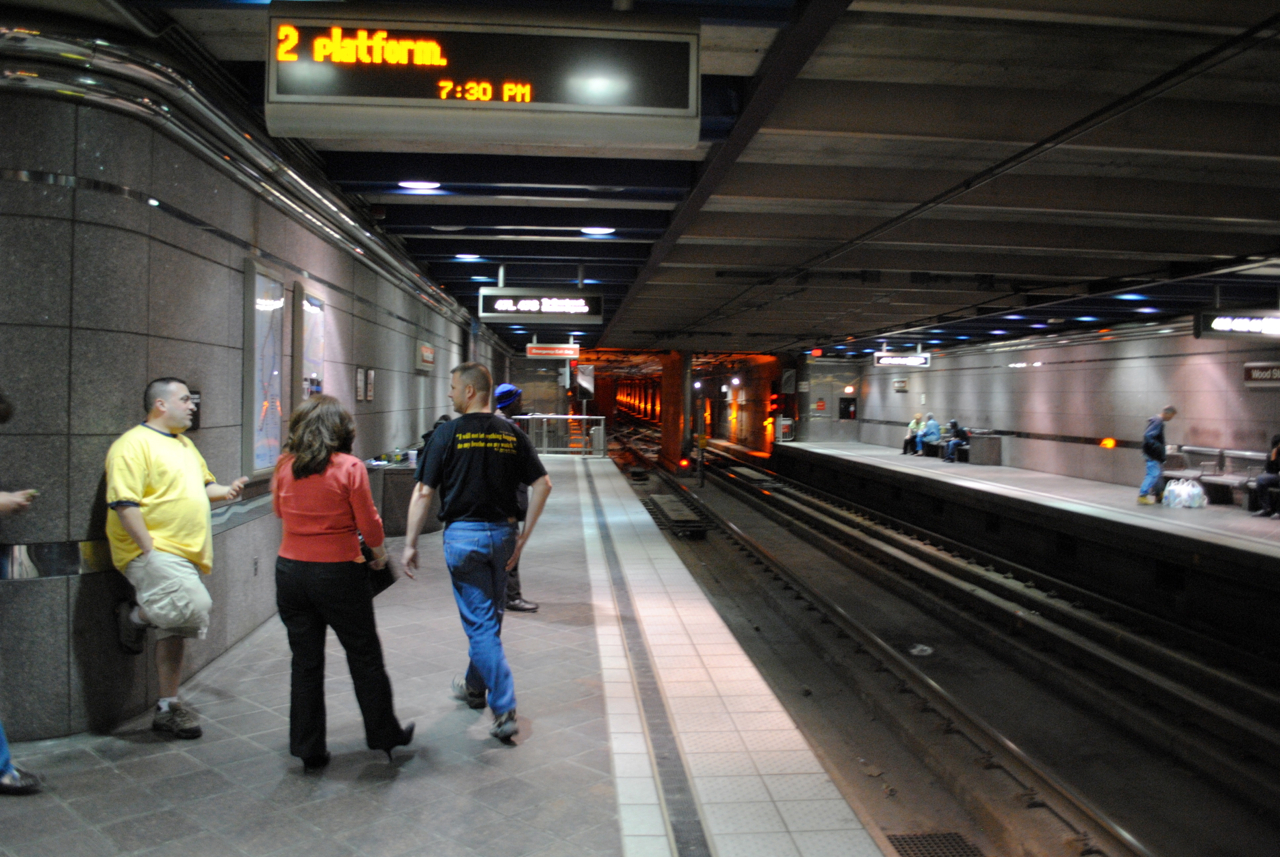
Берегові платформи на станції «Wood Street»
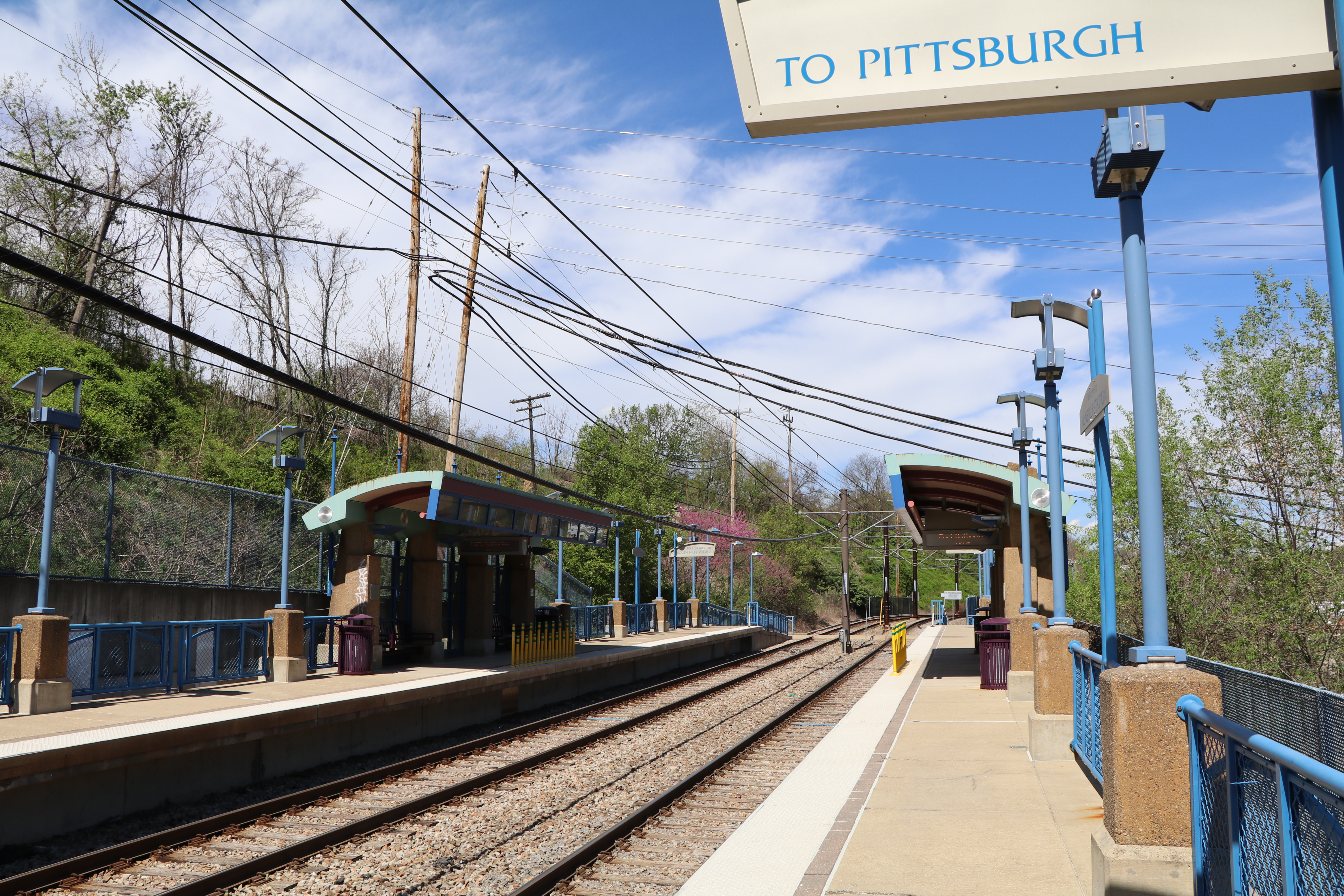
Наземна станція «McNeilly»
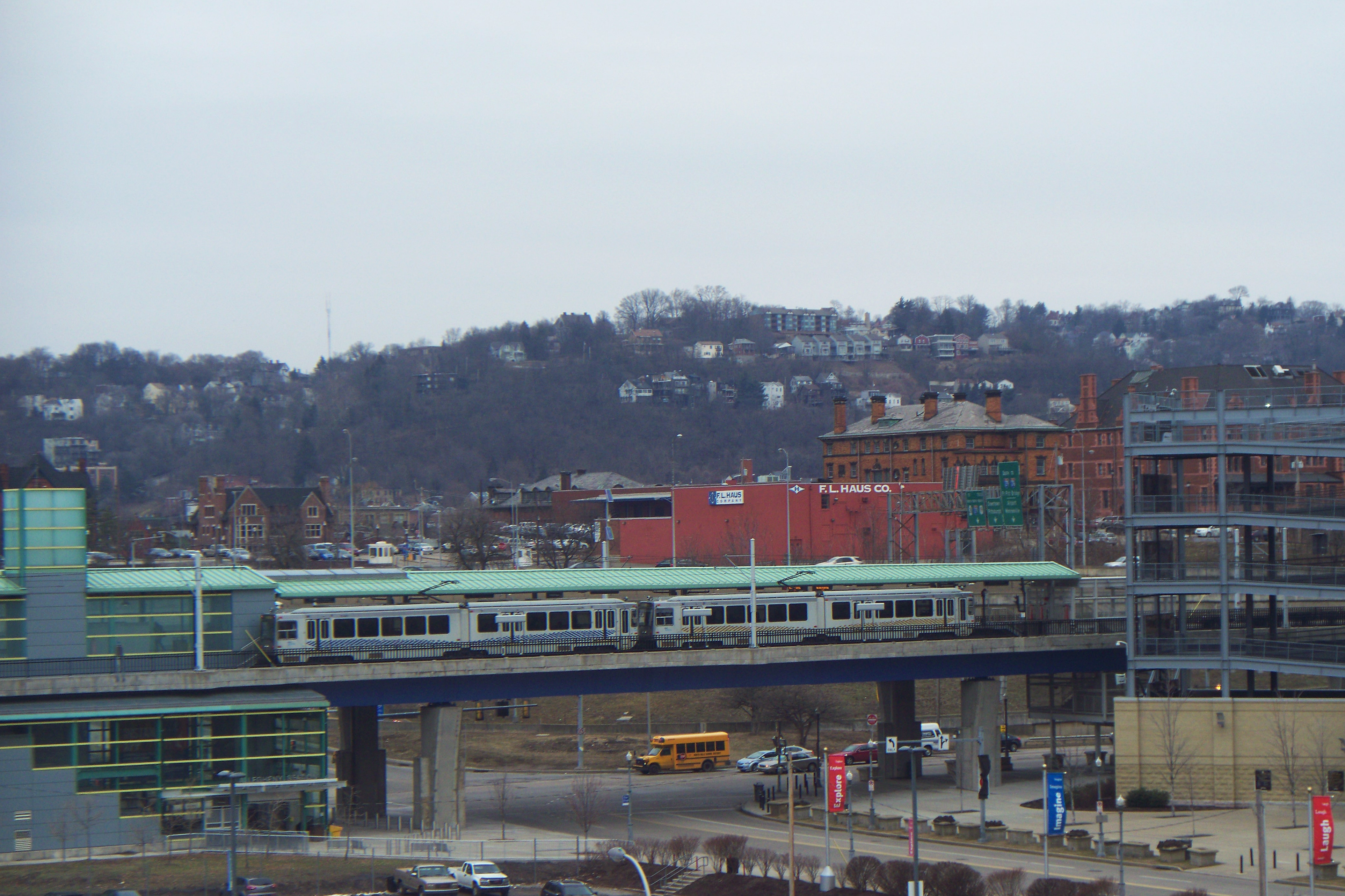
Спільна кінцева станція «Allegheny»
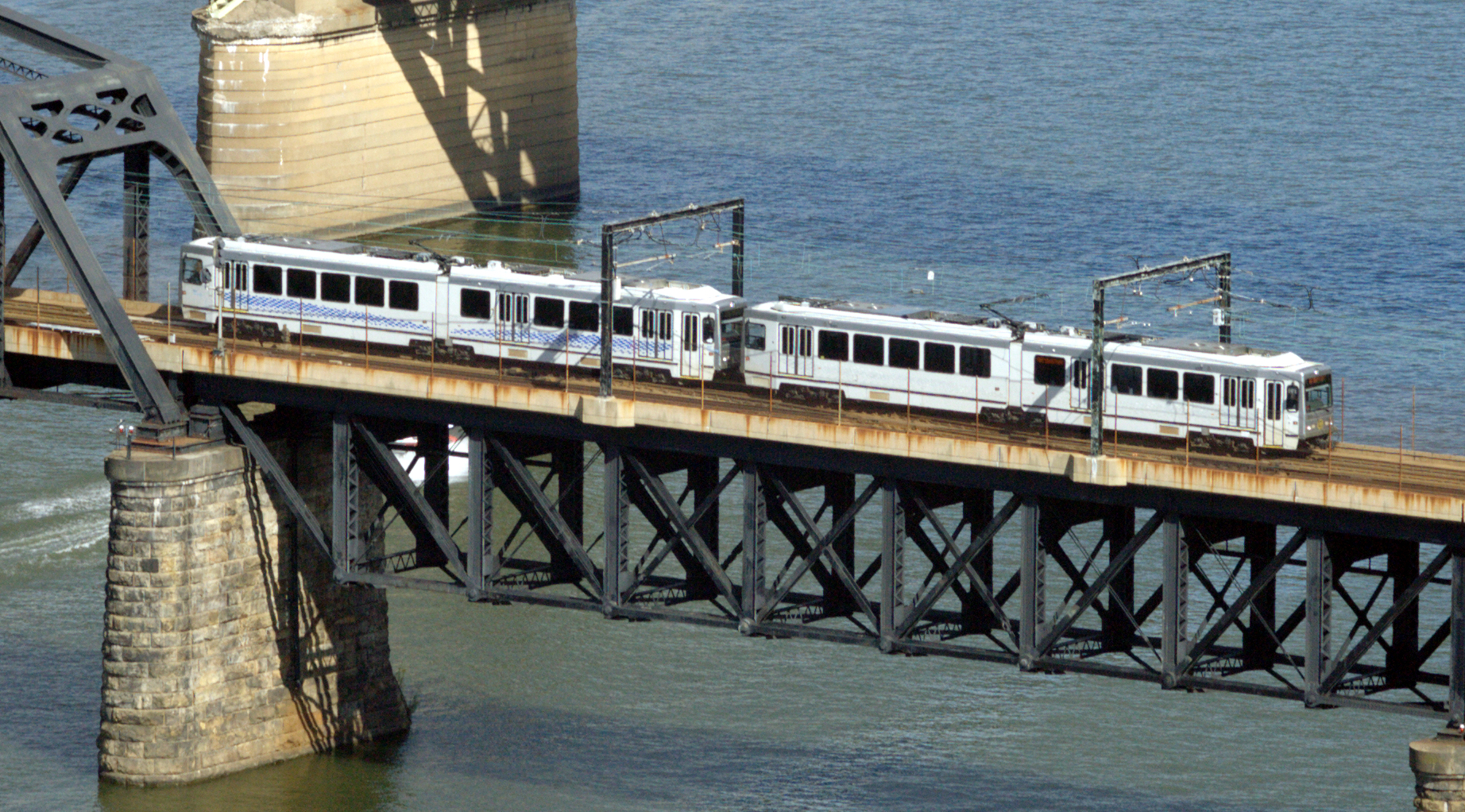
Потяг на метромосту
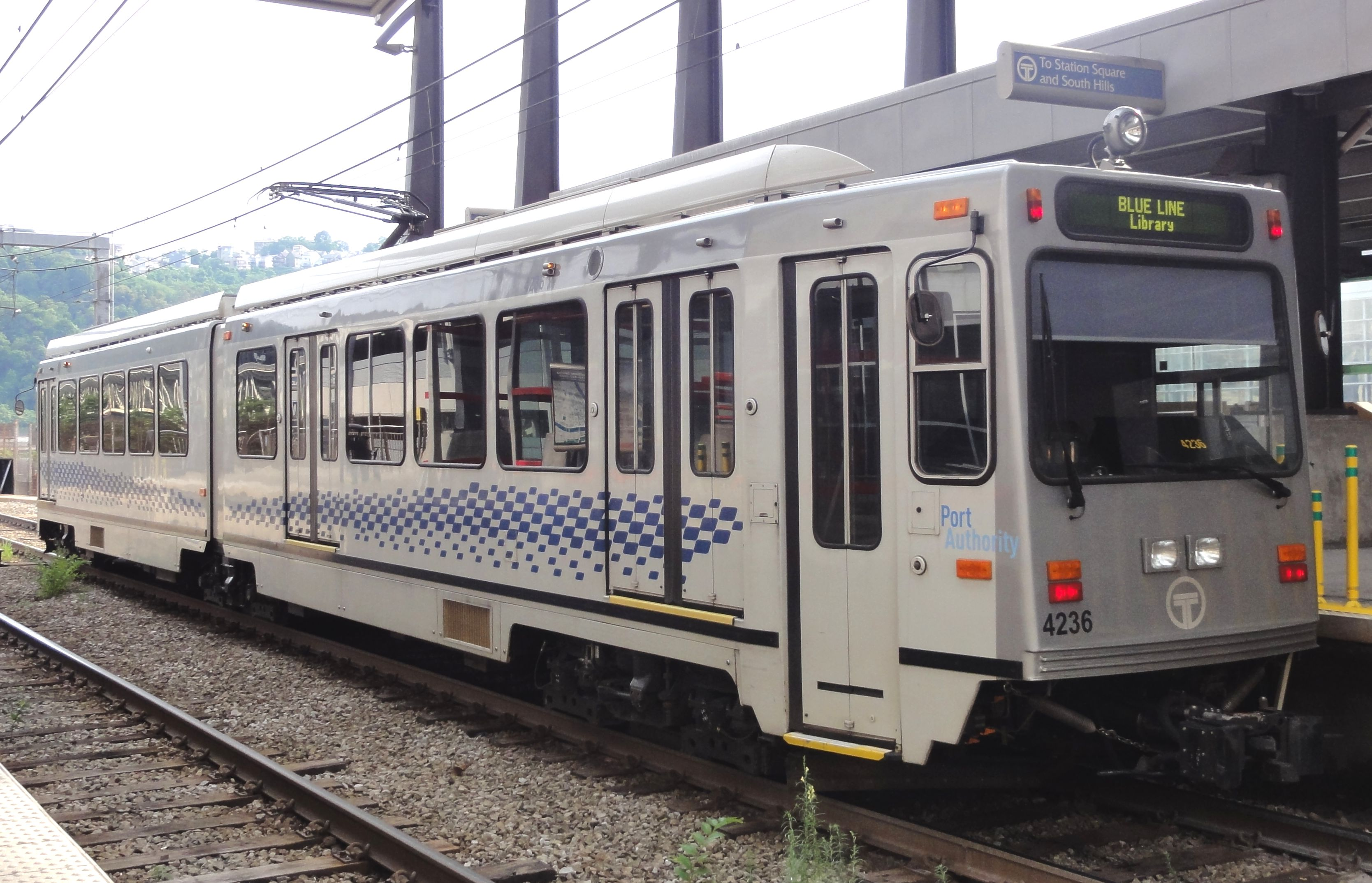
Рухомий склад Siemens SD-400s 4236
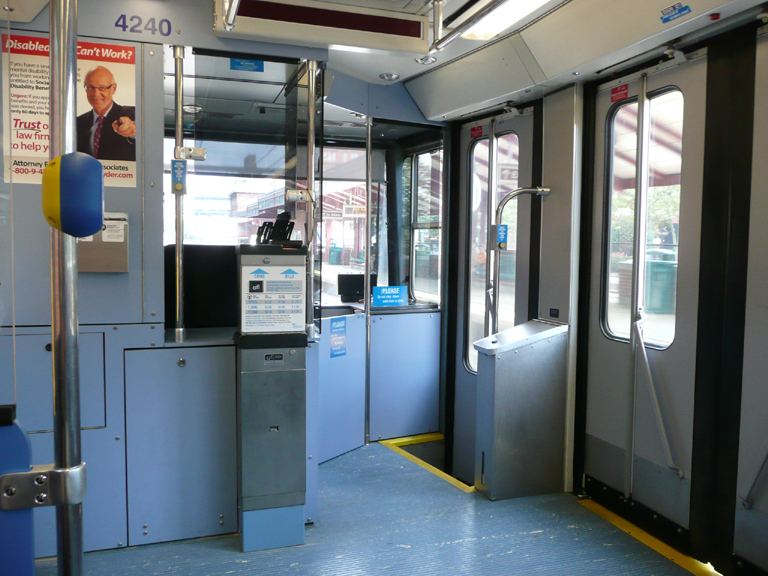
Два типи дверей, на передньому плані для високих платформ, далі для низьких